# Baliadangi
Baliadangi è un sottodistretto (upazila) del Bangladesh situato nel distretto di Thakurgaon, divisione di Rangpur. Si estende su una superficie di 284,12 km² e conta una popolazione di 195.049  abitanti (censimento 2011).